# يوسكي إينا
يوسكي إينا (باليابانية: 伊奈祐介؛ بالكانا: いな ゆうすけ) هو لاعب شوغي ‏ ياباني، ولد في 18 ديسمبر 1975 في زوشي في اليابان.